# Grammatotheca bergiana
Grammatotheca es un género monotípico de plantas  perteneciente a la familia Campanulaceae. Su única especie: Grammatotheca bergiana (Cham.) C.Presl, Prodr. Monogr. Lobel.: 44 (1836). Es originaria de la Provincia del Cabo a KwaZulu-Natal en Sudáfrica.

## Descripción
Tiene las hojas linear-lanceoladas, denticuladas; con flores sobre dos veces más cortas que las hojas.

## Taxonomía
Grammatotheca bergiana fue descrita por (Cham.) C.Presl y publicado en Prodr. Monogr. Lobel. 44 (1836).
Sinonimia
- Lobelia bergiana Cham., Linnaea 8: 217 (1833).
- Clintonia bergiana (Cham.) G.Don, Gen. Hist. 3: 718 (1834).
- Grammatotheca erinoides var. thunbergiana Sond. in W.H.Harvey & auct. suc. (eds.), Fl. Cap. 3: 532 (1865).
- Dortmannia bergiana (Cham.) Kuntze, Revis. Gen. Pl. 2: 972 (1891).
- Grammatotheca dregeana C.Presl, Prodr. Monogr. Lobel.: 44 (1836).
- Grammatotheca eckloniana C.Presl, Prodr. Monogr. Lobel.: 44 (1836).
- Grammatotheca meyeriana C.Presl, Prodr. Monogr. Lobel.: 44 (1836).
- Grammatotheca mundtiana C.Presl, Prodr. Monogr. Lobel.: 44 (1836).
- Lobelia amplexicaulis de Vriese in J.G.C.Lehmann, Pl. Preiss. 1: 397 (1845).
- Lobelia macrocarpa de Vriese in J.G.C.Lehmann, Pl. Preiss. 1: 396 (1845).
- Lobelia macrocarpa var. genistoides de Vriese in J.G.C.Lehmann, Pl. Preiss. 1: 397 (1845).
- Lobelia stenotheca F.Muell., Fragm. 2: 20 (1860).
- Grammatotheca erinoides var. dregeana (C.Presl) Sond. in W.H.Harvey & auct. suc. (eds.), Fl. Cap. 3: 532 (1865).
- Grammatotheca erinoides var. eckloniana (C.Presl) E.Wimm., Ann. Naturhist. Mus. Wien 56: 370 (1948).
- Grammatotheca erinoides var. pedunculata E.Wimm., Ann. Naturhist. Mus. Wien 56: 370 (1948).
- Grammatotheca bergiana var. eckloniana (C.Presl) E.Wimm. in H.G.A.Engler (ed.), Pflanzenr., IV, 276b(107): 697 (1953).
- Grammatotheca bergiana var. foliosa E.Wimm. in H.G.A.Engler (ed.), Pflanzenr., IV, 276b(107): 697 (1953).
- Grammatotheca bergiana var. pedunculata (E.Wimm.) E.Wimm. in H.G.A.Engler (ed.), Pflanzenr., IV, 276b(107): 697 (1953).[2]